# Russell Ferrante
Russell Ferrante (San José (Californië), 1952) is een jazzpianist en een van de oprichters van het jazzfusion-kwartet Yellowjackets.

## Biografie
Op zijn negende jaar begon Russell Ferrante met pianolessen en was al gauw actief rondom het kerkkoor waar zijn vader dirigent was. Zijn interesse in jazz en improvisatie werd gewekt op de middelbare school en al snel speelde hij in diverse R&B en jazzbands in San Francisco en omstreken.
In 1973 ontmoette hij Robben Ford en ging op wereldtournee met Jimmy Witherspoon. Twee jaar later ging hij pianoles geven aan het Community Music Center in het Mission District van San Francisco. In 1977 verhuisde hij naar Los Angeles om verder te kunnen samenwerken met Robben Ford. Binnen afzienbare tijd speelde hij samen met een keur van artiesten zoals Joe Farrell, Tom Scott en Joni Mitchell. Rond deze tijd richtte hij samen met Jimmy Haslip en Robben Ford de Yellowjackets op.
In deze periode zou hij ook als freelance schrijver, arrangeur en producer werk vinden voor verschillende opnamen en producties, onder andere voor de zangers Bobby McFerrin, Michael Franks en Al Jarreau.
Naast zijn activiteiten in en voor de Yellowjackets gaf hij les op meerdere instituten en is tegenwoordig docent op onder andere het prestigieuze Berklee School of Music.

## Invloeden
Ferrante zelf noemt Les McCann en Eddie Harris als belangrijke invloeden voor zijn spel alsmede de muziek van Miles Davis en John Coltrane. Zijn voorkeur gaat uit naar combinaties van jazz, R&B en gospelmuziek en hij noemt de band Weather Report als belangrijke invloed op al zijn werk.

## Apparatuur
Ferrante speelt op een Steinway vleugel en gebruikt verder een Roland JV2080, een Korg Triton en een Korg SGProX keyboard controller. Daarnaast een Apple G4 laptop met Logic, Protools LE, Finale en Unity Session.